# 赤い運命
『赤い運命』（あかいうんめい）は、1976年4月23日 - 10月29日にTBS系列で放送されたテレビドラマ。赤いシリーズ第3弾。平均視聴率 23.6%、最高視聴率 27.7%。

## 概要
人物の入れ替わりを扱った作品。山口百恵演じる孤児・若杉京子は東京地検の検事・吉野信人の生き別れの娘であるが、偶然から証拠の品が入れ替わり、元殺人犯・島崎栄次の娘・直子として引き取られる。代わりに、吉野いづみとして引き取られたのは、同じ孤児院で育った青山圭子だった。
検事と元殺人犯という対照的な親に間違えて引き取られた娘を中心として、家族の絆を描く作品。また、島崎栄次も単なる悪人ではなく、「太平洋戦争に徴兵されたことで運命を変えられた」という悲劇的な側面も与えられている。
なお、本作はシリーズのフォーマットとしては珍しく、オープニングの前にオープニング・ナレーションが設定されており、伊勢湾台風の被害規模と、それにより吉野家が生き別れになった経緯が説明されている。伊勢湾台風のことを設定に取り入れたのは、百恵が生まれた年の大きな出来事として採用されたものである。キャストのクレジット順としては、三國は当初は中ほどに位置していたが、それまで「留め」の位置にあった山村美矢子（弁護士）役の有馬稲子が降板して以降は最後尾となった。最終回直前の第27話「愛するがゆえのわかれ」では三國が登場しないため、百恵が「留め」となっている。

### ストーリー
東京地方検察庁の検事・吉野信人は、被告人に対して極刑を求めることはせず、情状酌量の余地を残すようなより軽めの求刑をすることで被告人の更生を促す、という信念を持つ。信人は元検事の父・吉野剛造と養子である俊介と暮らしているが、実は17年前の1959年9月26日（土曜日）の伊勢湾台風で、名古屋の実家に出産の為に帰省していた妻・世津子と生まれたばかりの赤ん坊・いづみとがずっと行方不明になっており、あと3ヶ月で死亡扱いになる状況であった（失踪公示催告＝失踪宣告）。そんなある日、元検事・剛造を取材した記者は、剛造の生き別れになった孫の話を聞き、新聞記事にする。
そんな折、白百合園という孤児院が火事になり、その混乱により若杉京子と青山圭子の身元を示す証拠品が入れ替わってしまう。新聞記事を読んだ白百合園の保母・下条は吉野家へ行き、身元を示す証拠品から青山圭子が吉野いづみではないかと話す。そして二人の娘はちょうど同じ日に、圭子はいづみとして吉野家へ、京子は直子として出所したての島崎へと入れ替わって引き取られて行く。
- 以下、文字情報だけでは分かりづらいため、劇中での使用期間に準じ、島崎直子＝山口百恵、吉野いづみ＝秋野暢子とする。なお、シリーズの常として、オープニングには俳優名しかクレジットされておらず、役名は併記されていない。

信人は幼馴染の山村美矢子にだけは自分の心の内を明かして何でも話をしていた。美矢子は弁護士をしており、法廷で信人と戦うこともあった。信人の妻子が行方不明になってからも美矢子は信人のことを心配し、相談に乗ってきた。美矢子の心の中には信人への愛情があり、信人もそれを気づいていたが、信人の心の中には17年経っていても妻・世津子がいた。そしてそのことを美矢子もわかりすぎるほどにわかっていた。
吉野いづみとして引き取られた青山圭子は、家政婦つきの大きな屋敷で、父、祖父、兄の愛情を受けて何不自由なく暮らしており、定時制高校から私立の名門高校への転校にもなったり、孤児院にもプレゼントを抱えて遊びにきたりしていた。しかし、島崎直子として引き取られた若杉京子は、圭子と2人で住んでいた安い古いアパートで、気性の荒い粗暴な島崎と暮らし始める。そして島崎には家事と家計を押し付けられ、定時制高校も退学させられそうになった上、島崎がお金を求めて孤児院に乗り込んで行くほどのひどい仕打ちを受けていた。長い刑務所暮らしですっかり心が荒みきってしまった島崎は直子に辛く当たるのだが、真実を知らぬ直子は、「島崎こそ実の父親」と信じ、定時制高校も辞め、保母さんになって白百合園の子供たちの面倒を見るという夢も諦め、島崎に誠心誠意尽くすのだった。その姿に、島崎も徐々に心をほだされていくことになる。
ただ、島崎の荒っぽい性格は刑務所でも直っておらず、ささいなことから逆上して直子にあたることもしばしばであり、寿司屋の板前を殴ったりしていた。そしてある夜、ささいなことから路上で1人の若者と口論になり、殴り倒してしまう。結果的にその若者は死亡してしまう（＝錦濠殺人事件）。ほぼ同時期に、直子は島崎の着ていたジャンパーの袖に血痕がついていることに気づく。それを島崎に問いただすが島崎は否定する。やがて捜査線上に島崎があがり、島崎が逃亡することを恐れた警察は島崎を寿司屋の板前を殴った傷害容疑で別件逮捕する。そして別件送検され、島崎の尋問を信人が行うことになったのもまた運命であった。島崎が逮捕されて落ち込む直子を見かねた下条は、昔世話になった美矢子の弁護士事務所を訪れ、島崎の弁護を依頼する。
ある日、信人は自分の子供であるいづみが孤児院時代にお世話になった大竹由美子に会いに大竹家を訪れる。そこで由美子の姿を見て愕然とする。その由美子こそ、信人の最愛の妻・世津子であった。しかし世津子は台風の惨劇の最中に記憶喪失になってしまっており、信人を思い出せない。しかも由美子には夫・大竹修三との間に一男一女をもうけていた。会社名鑑で、大竹修三が名古屋出身と知り、大竹由美子が世津子だという確信を深める。島崎の弁護を引き受けた美矢子も偶然由美子に出会い、世津子と瓜二つだと驚く。そして独自の調査で真実が判明する。吉野世津子＝大竹由美子、であった。伊勢湾台風の際に罹災した世津子は記憶喪失となり、未だに記憶が戻っていない、ということだった。
別件送検の島崎は結果的に嫌疑不十分で釈放される。自分を無罪と信じてくれている直子の思いに触れ、誰のことも信じようとしない島崎も、次第に直子のことは信じるようになっていった。その後も島崎の有罪の証拠を集めようと躍起になる警察に不信感を持つ島崎、その警察の捜査に対して、父の無罪を信じると毅然とした態度で告げる直子。そんな直子を見ているうちに、島崎の心の中で罪の意識が次第に大きくなっていく。そして島崎は山村弁護士に錦堀での事件について打ち明け、山村弁護士に伴われて地方検察庁に出頭する。取り調べで素直に自供したことによって、信人は島崎を、強盗殺人容疑ではなく、傷害致死容疑で起訴した。
そんな折、由美子の失われた記憶が徐々に戻っていく。それに不安を感じる由美子と、記憶が戻ったら自分の元から離れていくのではないかと懸念する大竹。そして信人の父・剛造も由美子と偶然に出会い、その生存と、記憶喪失の一件を知ることになる。テニスコート、並木道など昔の記憶が徐々によみがえる。そして直子の腕の3つの黒子を見て、自分の生んだ娘の右肘にも同じような3つの黒子があったことを思い出す。とうとう嵐の夜、由美子は完全に記憶を取り戻す。そして黒子の記憶から、いづみと直子の取り違えに気付く。いづみの腕に黒子が無いことでそれを確信する。そしてとうとう信人の前に立ち、信人を「あなた…」と呼ぶ。しかし、直子といづみの取り違いについては口に出せなかった。
俊介は法律家を志して勉強をしながら、義理の祖父と父と吉野家で生活を送っていた。その俊介にいづみは恋心を抱き、剛造は実の孫娘・いづみと義理の孫・俊介とを結婚させようとしていた。いづみも俊介を愛し始めていた。ところが俊介は直子に恋をし、直子もまた俊介を愛し始める。直子に俊介を取られると感じたいづみは事あるごとに直子に辛く当たる。
自分の生んだ子供が信人の元ではなく、殺人犯・島崎の子として育てられていることで、自分の生んだ娘の幸せを願う由美子は、信人に事実を告げる。信人は衝撃を受けるが、いづみの心中を想えばすぐに打ち明けられるような問題ではないと思い直した。大竹も妻の様子を不審に思い、詰問した結果、妻の記憶が戻っていることと、少女二人の入れ替わりを知ることになる。そんな中、直子の為に、自分の為に罪をつぐなおうと信人の前で素直に罪を認めた島崎であったが、裁判直前、由美子を奪われると疑心暗鬼に陥った大竹から、「直子は吉野検事の実子である」と聞かされると、「自分の懲役中に娘を信人に取られるのではないか？」という猜疑心が湧き上がってくる。裁判が始まると、一転して島崎は潔白を訴える。さらには自供は信人に強要されたもので、自分の娘・直子を守るためだった、と証言し、信人を窮地に陥れようとする。また、拘置所内で偶然にも、殺人事件当日に現場付近で別の傷害事件が起こっていたことを耳にし、自分の罪状の立証が自らの自白によるところが大きいことから、無実を模索して器用にたちまわろうとする。窮地に陥った信人は、検察側の証人として、我が子である直子と法廷で対面することとなった。信人に対峙する弁護人は山村美矢子であった。
結果的に、状況証拠としては限りなくクロに近いものの、クロと判断するには疑いの余地が残ってしまったため、判決は無罪となり、島崎は釈放される。だが検察が控訴したため、いずれは二審が行われる見通しとなった。そしてその責任を取らされて直人は担当検事を外されてしまう。島崎は直子を奪われたくないとの思いから、信人の手の届かない場所へ移り住むことを考え、刑務所時代の仲間を頼って、千葉の九十九里の片貝漁港へと移住する。その島崎と直子を両国駅でそっと見送る信人。島崎の為、今は自分の娘・いづみとして生きている島崎の娘の為、信人は実の娘との別れを受け入れる。
そんな折、信人の父・剛造が脳梗塞で倒れてしまう。幸い軽い脳梗塞で大きな後遺症は残らずに済んだ。由美子は相も変わらず自分の生んだいづみが直子として生きていることを心配しつづけていた。その由美子にいらだつ大竹は、吉野家を訪れて信人と話をつけようとした。しかし信人は不在で、応対した剛造に取り違えの事実を話してしまう。老い先短い父の為、実の孫との対面の必要性を考えた信人は、片貝へ向かう。直子は片貝漁港で働きながら、島崎と暮らしていた。信人は美矢子からの連絡で、父・剛造が脳梗塞を再発し危篤状態にあることを知り、直子を強引に東京に連れ帰る。そして剛造の死の間際、本当の祖父と孫の対面をさせ、そこで直子は初めて取り違えの事実を知る。そしてその直後、剛造は息を引き取る。直子はすぐに事実を受け入れられなかったものの、信人を実の父として受け入れる。そしてそこに由美子がやって来て、束の間の親子三人の時間を過ごすが、直子の所在を心配した島崎の登場で中断される。直子は事実を受け入れながらも島崎のことを思い、あえて島崎について行く。
剛造の葬儀の日、直子は弔問客の中に居た。お別れをしようとしていたところに島崎が現れ、強引に直子を連れ戻そうとする。そんな無分別な島崎に対し、信人は憤りを隠さず、直子を自分の家に引き取る、と島崎に言い放つ。
島崎は太平洋戦争で満蒙開拓青少年義勇軍として満州に送られていた。そこで上官の裏切りに遭い、シベリア抑留となり、そこで仲間を失い、人間不信に陥っていた。17年前の殺人も、その復讐の一環だった。今なお、その復讐心は冷めておらず、今や政界の大物となった河野総一郎の命を付け狙っていた。
島崎の狙いを知り、それを止めようと奔走する吉野は、対等の立場で対決するために職も捨ててしまう。父・剛造は衰弱死。大竹は事故が原因で死亡。元妻の由美子は、大竹の跡を継いだものの、既に事業はかなりの赤字となっていた。大竹の弟・カツミからそれを聞かされた吉野は家を売り、その金で大竹家の危機を救う。
職も家も失い、それでも島崎を更生させようとした吉野だったが、その思いは届かず、ついに島崎は凶行に及んだ。最後に自らの身を呈して凶刃を受け止める吉野。
そして裁判の二審が始まり、島崎は罪を償うことを決意し、自供した。吉野は、島崎直子から吉野いづみに戻った娘と共に、アパートの小さな部屋で、笑顔を交わしていた。

## 出演
- 吉野信人：宇津井健
- 島崎直子（若杉京子／吉野いづみ）：山口百恵
- 大竹由美子（吉野世津子）：岸田今日子
- 吉野いづみ（青山圭子／島崎直子）：秋野暢子
- 大竹修三：前田吟（～第23話）
- 吉野俊介：南條豊
- 下条秋子（白百合園の職員）：木内みどり
- 吉本加代（いづみ＝青山圭子の母）：青木和子
- 山口：仲谷昇
- 尾崎：犬塚弘
- 白百合園園長：下川辰平
- クニ（お手伝いさん）：星美智子
- 大和田先生：大石悟郎
- キジマ（週刊日本の記者）：有川博
- ジュン（直子の同級生）：伊藤透
- ススム（直子の同級生）：山本伸吾
- 島崎栄次：三國連太郎
- 杉山：小瀬格
- 児玉：林ゆたか
- 石井：井上博一
- 大竹カツミ：真夏竜
- 裁判長：久米明
- 河野総一郎：佐々木孝丸
- 原田：佐竹明夫
- 吉野剛造：志村喬（第15話を持って降板）
- 上村拓也（東京地方検察庁・刑事部副部長）：池部良
- 山村美矢子：有馬稲子 （第17話を持って降板）

## スタッフ・主題歌
- 脚本：長野洋、佐々木守
- 監督：降旗康男、富本壮吉、野村孝
- プロデューサー：春日千春、山本典助
- 音楽：平尾昌晃
- ナレーター：若山弦蔵
- 主題歌：「赤い運命」山口百恵（CBS・ソニー）
- 製作：TBS、大映テレビ

## サブタイトル
| 話数 | 放送日        | サブタイトル                  | 脚本     | 監督     |
| ---- | ------------- | ----------------------------- | -------- | -------- |
| 1    | 1976年4月23日 | 再会・それは悲劇のはじまり    | 長野洋   | 降旗康男 |
| 2    | 4月30日       | 逮捕・ひき裂かれる父と娘      | 長野洋   | 富本壮吉 |
| 3    | 5月7日        | 親をかばう血の叫び            | 佐々木守 | 降旗康男 |
| 4    | 5月14日       | 恐ろしい告白にゆらめく娘心    | 長野洋   | 富本壮吉 |
| 5    | 5月21日       | 母の記憶がもどる時            | 佐々木守 | 降旗康男 |
| 6    | 5月28日       | ほくろ・悲しい愛              | 長野洋   | 富本壮吉 |
| 7    | 6月4日        | 父ふたり・母は今？            | 佐々木守 | 降旗康男 |
| 8    | 6月11日       | 他人を装う父と母･･･           | 佐々木守 | 富本壮吉 |
| 9    | 6月18日       | 秘密は父の胸ふかく･･･         | 佐々木守 | 降旗康男 |
| 10   | 6月25日       | 愛する時と信じる時            | 佐々木守 | 富本壮吉 |
| 11   | 7月2日        | 愛と憎しみの間に              | 長野洋   | 降旗康男 |
| 12   | 7月9日        | 父がひとり涙する時            | 佐々木守 | 野村孝   |
| 13   | 7月16日       | ひとりぼっちの我が娘          | 長野洋   | 降旗康男 |
| 14   | 7月23日       | 父と娘のわかれの朝            | 長野洋   | 野村孝   |
| 15   | 7月30日       | 今こそ我が娘にすべてを        | 長野洋   | 降旗康男 |
| 16   | 8月6日        | 父と娘の血汐は熱く            | 佐々木守 | 野村孝   |
| 17   | 8月13日       | 夏の朝、娘は消えた            | 佐々木守 | 降旗康男 |
| 18   | 8月20日       | 手をとって涙の海へ !          | 佐々木守 | 富本壮吉 |
| 19   | 8月27日       | 父の決断の時は来た            | 長野洋   | 降旗康男 |
| 20   | 9月3日        | 憎しみの壁を越えて            | 長野洋   | 富本壮吉 |
| 21   | 9月10日       | 父よ娘よ、母よ子よ！          | 佐々木守 | 降旗康男 |
| 22   | 9月17日       | 秋風に白く光る殺意            | 佐々木守 | 富本壮吉 |
| 23   | 9月24日       | 母ふたり、父ふたり            | 佐々木守 | 降旗康男 |
| 24   | 10月1日       | 今、新たな運命の時            | 長野洋   | 富本壮吉 |
| 25   | 10月8日       | 破滅の時が今、父の目前に      | 長野洋   | 降旗康男 |
| 26   | 10月15日      | 父よ急げ ! ! 娘が誘拐された！ | 佐々木守 | 富本壮吉 |
| 27   | 10月22日      | 愛するがゆえのわかれ          | 佐々木守 | 降旗康男 |
| 28   | 10月29日      | 運命の父と娘に幸せは？        | 佐々木守 | 降旗康男 |

## 放送局
特記の無い場合は、全て金曜 21:00 - 21:55に同時ネット。
- TBS（制作局）
- 北海道放送[2]
- 青森テレビ[3]
- 岩手放送[3]
- 秋田放送：月曜 22:00 - 22:55[4]
- 山形放送：日曜 22:30 - 23:25[5]
- 東北放送[6]
- 福島テレビ[6]
- 新潟放送[7]
- テレビ山梨[7]
- 静岡放送[7]
- 信越放送[7]
- 北日本放送：月曜 22:00 - 22:55[8]
- 北陸放送[8]
- 福井放送：月曜 22:00 - 22:55[8]
- CBCテレビ[9]

- 毎日放送[10]
- 山陰放送[11]
- 山陽放送[12]
- 中国放送[12]
- テレビ山口[13]
- 四国放送：日曜 16:00 - 16:55[14]
- 南海放送：日曜 22:30 - 23:25[15]
- テレビ高知[16]
- RKB毎日放送[17]
- 長崎放送[17]
- 熊本放送[17]
- 大分放送[15]
- 宮崎放送[18]
- 南日本放送[18]
- 琉球放送[19]

## 備考
前作、赤い疑惑の視聴率は30%の大台を越えることもあったが、本作は第1回が16%、第2回が19%と「疑惑」に比べて約10%ダウンというスタートとなった。プロデューサーの春日千春は視聴率ダウンの理由について「裏（フジテレビ）で洋画の話題作が続いたから。視聴率は徐々に伸びている」としたが、TBSには「友和を出して」といった投書が連日のように届いていたということから、「赤い疑惑」で大人気だった山口百恵と三浦友和のコンビが本作では解消されたことも影響しているとされていた。また、本作で新たに三浦の後釜といった形で加入した南條豊の出番が少なくなると「友和を復活させるために南條を番組から消すのでは」といった噂まで飛んだという。
いずみを演じた秋野暢子は、山口に対するイジメ役の立場だったことから視聴者から抗議の投書が殺到していた。それに対して山口は秋野に対して「初対面のときから好印象で、本当に仲が良い」と話している。
最初、山口演じる島崎直子（若杉京子／吉野いづみ）の母親（大竹由美子／吉野世津子）役には三ツ矢歌子にほぼ決定していたが、目まぐるしく変化して多忙を極めていた山口のスケジュールに三ツ矢のスケジュールが合わせられなくなり、放送開始前ギリギリながらキャスティングをし直さざるを得なくなった。そしてその母親役には上述のように岸田今日子が起用されている。

## DVD
- 赤い運命 DVD BOX ASIN: B00031YCRS

| TBS系 金曜21時台 | TBS系 金曜21時台 | TBS系 金曜21時台 |
| 前番組           | 番組名           | 次番組           |
| ---------------- | ---------------- | ---------------- |
| 赤い疑惑         | 赤い運命         | 赤い衝撃         |

## リメイク版
2005年10月4日～10月6日にTBSで放送された。ホリプロ45周年・TBSテレビ放送50周年記念作品「赤いシリーズ2005」の第2弾。ホリプロ所属の綾瀬はるかが主演。視聴率は、第1話11.5%、第2話9.6%、第3話11.7%で、平均10.9%（ビデオリサーチ社調べ・関東地区）。
リメイクの他にも、直子といづみがそれぞれの父、英次と信人（共に2004年に死去した設定）の一周忌に行くオリジナル・シーンが追加されている。

### キャスト
- 吉野信人：榎木孝明
- 島崎直子：綾瀬はるか
- 吉野俊介：玉木宏
- 吉野剛造：神山繁
- 吉野いづみ：佐藤千亜妃
- 大竹修三：渡辺いっけい
- 河野総一郎：筒井康隆
- 山村美矢子：麻生祐未
- 下条秋子：伊藤かずえ
- 大竹由美子：紺野美沙子
- 島崎栄次：船越英一郎
- ナレーション：石坂浩二

### スタッフ・主題歌
- 原作：佐々木守、長野洋
- 脚本：関えり香
- 演出：国本雅広
- 技術協力：フォーチュン
- 照明協力：Kカンパニー
- 監修：春日千春、野添和子
- プロデューサー：菅井敦、長坂淳子、井上竜太
- 企画：小田信吾
- 企画協力：大映テレビ
- 製作：ホリプロ、TBS
- 主題歌：大竹佑季「赤い運命」

### DVD
- 赤い運命 DVD-BOX　ASIN: B000E1KOUG

| TBS系 赤いシリーズ2005 | TBS系 赤いシリーズ2005 | TBS系 赤いシリーズ2005 |
| 前番組                 | 番組名                 | 次番組                 |
| ---------------------- | ---------------------- | ---------------------- |
| 赤い疑惑               | 赤い運命               | 赤い奇跡               |